# Ana Nuño
Ana Nuño   (Caracas, 29 de juliol de 1957) és una escriptora veneçolana resident a Catalunya.

## Biografia
És llicenciada i doctorada en Filologia anglesa per la Universitat de la Sorbona. Ha desenvolupat la seva activitat en tres fronts: la poesia, el periodisme i la política.
La seva poesia ha estat publicada a Espanya i inclosa en antologies en aquest país i a Veneçuela, Colòmbia, Argentina, Mèxic, Brasil i els Estats Units d'Amèrica. Ha estat traduïda a l'anglès, francès, italià i portuguès.
Ha publicat assajos, articles i ressenyes crítiques sobre literatura, política i cinema, entre altres mitjans, en Vuelta (Mèxic); Syntaxis, Quimera, El Viejo Topo, La Vanguardia, Letras Libres (Espanya); El Nacional i El Universal (Veneçuela). Va dirigir la revista de literatura Quimera (1997-2001). El 2004 va fundar, l'editorial Revers Edicions.
El 2005 va impulsar la formació d'un nou partit polític: Ciutadans-Partit de la Ciutadania.
Actualment resideix a Barcelona.

## Algunes obres publicades
- Las voces encontradas. Màlaga: Dador, 1989.
- Sextinario. Caracas: Tierra de Gracia, 1999; Barcelona: Plaza & Janés, 2002.
- Lezama Lima. Barcelona: Omega, 2001.